# Kandidus Pfister

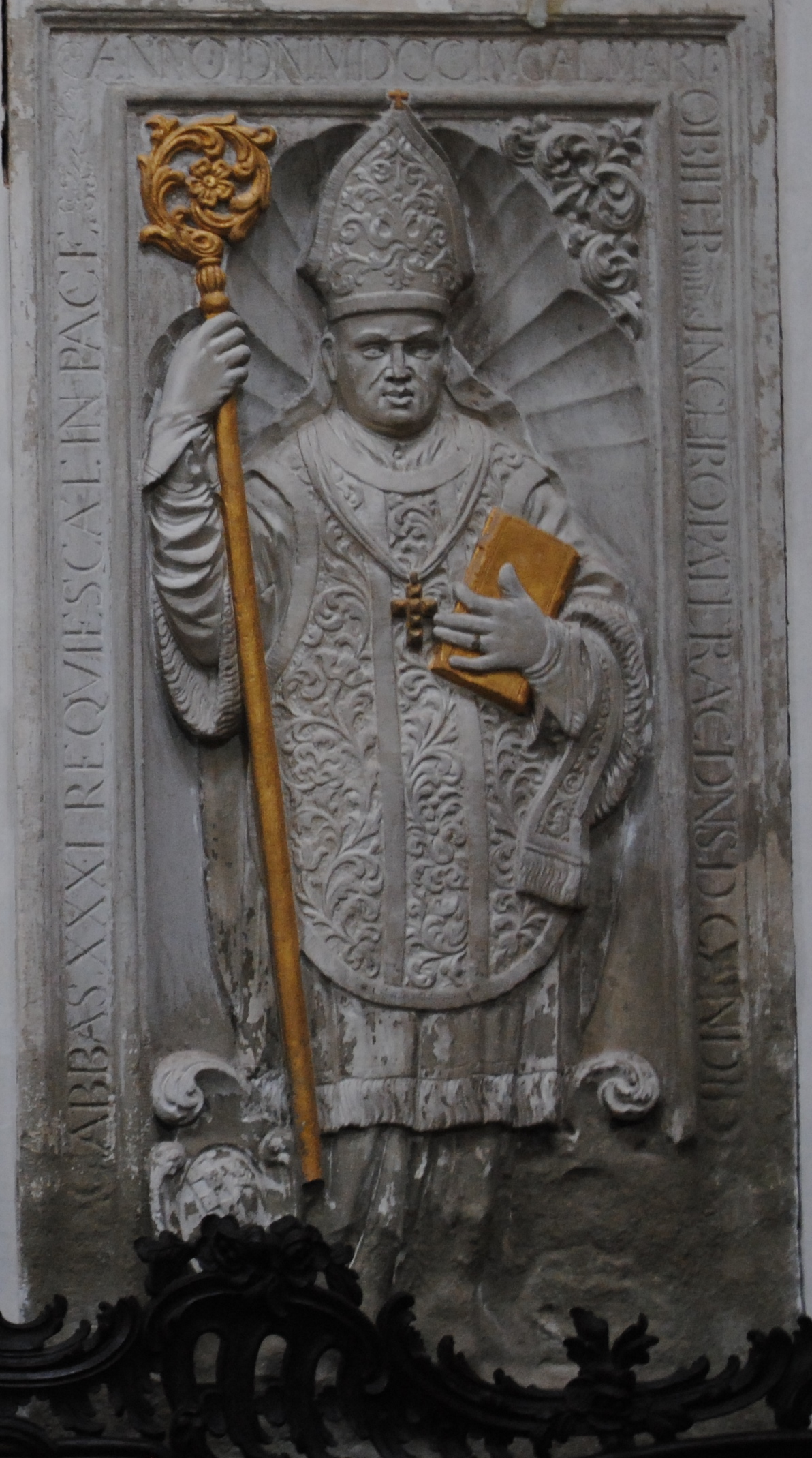
Das Epitaph des Kandidus Pfister in der Ebracher Klosterkirche

Kandidus Pfister (auch Candidus Pfister; * in Sulzfeld am Main; † 26. Februar 1704 in Ebrach) war von 1696 bis 1702 Abt des Zisterzienserklosters in Ebrach.

## Leben
Kandidus Pfister wurde im 17. Jahrhundert im unterfränkischen Sulzfeld am Main geboren. Über seine Eltern ist nichts bekannt, auch die schulische Ausbildung des späteren Abtes findet in den Quellen keine Erwähnung. Fest steht, dass Pfister recht früh in die Abtei Ebrach eintrat und hier die Ämterlaufbahn durchlief. Er ist als Bursarius überliefert, ebenso wie als Cellerar und Kanzleidirektor der Abtei. Noch als Mönch unternahm Pfister weite Reisen für die Abtei.
Nach dem Tod seines Amtsvorgängers Ludwig Ludwig im Mai 1696 wählte man Pfister am 30. Mai 1696 zum vierundvierzigsten Abt des Klosters Ebrach. Als eine der ersten überlieferten Amtshandlungen des Abtes Kandidus kann der Erwerb von Rechten für 400 Gulden in Frankenwinheim gelten. Am 24. November 1700 kaufte man außerdem den Klebheimerhof vom Bamberger Dompropst Otto Philipp von Guttenberg für etwa 9000 Gulden.
Unter seiner Amtszeit kam es mit Fürstbischof Johann Philipp von Greiffenclau zu Vollraths von Würzburg zu einem Kompromiss über die Stellung der Abtei. 1701 wurde ein Vertrag unterzeichnet, der beiden Parteien erlaubte, ihre Ansprüche durchzusetzen. Während die Mönche auf ihrer reichsunmittelbaren Stellung verharrt hatten, gingen die Würzburger Bischöfe davon aus, dass Ebrach ihr Eigenkloster war.
Die kurze Amtszeit des Abtes Kandidus Pfister endete bereits im Jahr 1702. Mehrere Schlaganfälle führten zu einer zeitweisen Lähmung, die Sprache des Abtes blieb nachhaltiger gestört und er stotterte stark. Abt Kandidus bat deshalb den Generalvikar der deutschen Klöster, Abt Stephan I. Jung von Salem, um seine Resignation. Nach seinem Amtsverzicht lebte Pfister weiterhin in seiner Wohnung im Kloster. Er verstarb am 26. Februar 1704.

## Wappen
Dass Abt Kandidus Pfister ein persönliches Wappen führte ist historisch gesichert. Es war auf dem Epitaph des Abtes angebracht, welches noch heute in der Klosterkirche zu finden ist. Allerdings ist das Wappen heute nicht mehr leserlich, weshalb es auch nicht beschrieben werden kann. Ebenso war das Familienwappen der Pfister an einem Epitaph an der Sebastianskirche in Sulzfeld angebracht. Es ist ebenfalls verwittert.